# Добринська Наталія Володимирівна
Ната́лія Володи́мирівна Добри́нська (нар. 29 травня 1982, Вінниця, Вінницька область, Українська РСР) — українська легкоатлетка (багатоборство), олімпійська чемпіонка та депутатка. Майстер спорту міжнародного класу з багатоборства; заслужений майстер спорту України (2008).

## Життєпис
Наталія Добринська народилася 29 травня 1982 року в місті Вінниця. Навчалася в школі №23 в місті Вінниця.
Закінчила Інститут фізичного виховання і спорту Вінницького педагогічного університету. Отримала звання магістра в Національному університеті фізичного виховання та спорту і захистила звання Кандидата наук з фізичного виховання та спорту.
З 2006 року – член НОК України.
Здобула золоту олімпійську медаль на Олімпіаді в Пекіні в 2008 році. На попередній Олімпіаді в Афінах в 2004 році посіла восьме місце. 
У 2012 році Наталія Добринська виграла золоту медаль у багатоборстві на чемпіонаті світу з легкої атлетики в закритих приміщеннях та набрала у п'яти дисциплінах 5013 очок і встановила новий світовий рекорд.
У серпні 2023 року увійшла до Ради Світової легкої атлетики, ставши наймолодшою у її складі.   
З 2014 по 2024 рік Наталія Добринська була віце-президентом Федерації легкої атлетики України. З 2024 року і до сьогодні є почесним віце-президентом.  
Член Товариства «Вінничани у Києві».

## Державні нагороди
- Орден «За заслуги» III ст. (4 вересня 2008) — за досягнення високих спортивних результатів на XXIX літніх Олімпійських іграх в Пекіні (Китайська Народна Республіка), виявлені мужність, самовідданість та волю до перемоги, піднесення міжнародного авторитету України[13].
- Орден княгині Ольги III ст. (22 жовтня 2013) — за значні особисті заслуги у розвитку вітчизняної легкої атлетики, утвердження міжнародного спортивного авторитету Української держави[14].

## Особисте життя
4 жовтня 2008 року одружилася зі своїм тренером Дмитром Поляковим. У березні 2012 року він помер від онкозахворювання.
1 червня 2014 року одружилася з Костянтином Євтушенком. Разом пара виховує трьох дітей: Дарія (2014 р.), Алісію (2016 р.) та Макса (2019 р.).
Дід — український письменник Мацевич Аполлінарій.

## Виноски
1. 1 2  Профіль Наталі Добринської на сайті IAAF. Архів оригіналу за 15 жовтня 2012. Процитовано 4 серпня 2012.
2. ↑  Олімпійська чемпіонка Наталія Добринська стала заслуженим майстром спорту
3. ↑  Добринська Наталія Володимирівна. irbis-nbuv.gov.ua. Процитовано 15 серпня 2025.
4. ↑  Кафедра олімпійського і професійного спорту. ВДПУ. vspu.edu.ua. Процитовано 15 серпня 2025.
5. ↑  Наталя Добринська виграла чемпіонат світу зі світовим рекордом. Урядовий Кур’єр. 24 червня 2013. Процитовано 15 серпня 2025.
6. ↑  Наталія Добринська встановила новий світовий рекорд. vidomosti-ua.com (укр.). Процитовано 15 серпня 2025.
7. ↑  Наталія Добринська встановила новий світовий рекорд. vidomosti-ua.com (укр.). Процитовано 15 серпня 2025.
8. ↑  Олексюк, Сергій (17 серпня 2023). Сергій Бубка вперше за 22 роки покинув World Athletics: хто його замінив. Суспільне | Новини (укр.). Процитовано 15 серпня 2025.
9. ↑  Наталя Добринська увійшла до ради Світової легкої атлетики. www.ukrinform.ua (укр.). 18 серпня 2023. Процитовано 15 серпня 2025.
10. ↑  Чемпіонат України. Коли мрії стають реальністю | Федерація легкої атлетики України (укр.). 24 липня 2014. Процитовано 15 серпня 2025.
11. ↑  Наталія Добринська: «Прагнемо зробити багатоборство цікавішим як для атлетів, так і для глядачів» | Федерація легкої атлетики України (укр.). 4 березня 2024. Процитовано 15 серпня 2025.
12. ↑  Наталія Добринська: «Міжнародна інтеграція ФЛАУ надзвичайно важлива й допоможе нам зробити багато добрих справ». | Федерація легкої атлетики України (укр.). 10 жовтня 2024. Процитовано 15 серпня 2025.
13. ↑  Указ Президента України № 804/2008 від 4 вересня 2008 року «Про відзначення державними нагородами України спортсменів, тренерів та фахівців національної збірної команди України на XXIX літніх Олімпійських іграх». Архів оригіналу за 23 вересня 2018. Процитовано 18 серпня 2012.
14. ↑  Указ Президента України № 580/2013 від 22 жовтня 2013 року «Про нагородження Н.Добринської орденом княгині Ольги». Архів оригіналу за 24 травня 2018. Процитовано 16 листопада 2016.
15. ↑  Газета по-українськи
16. ↑  [[Мельник Віктор Іванович (поет) - Мельник, Віктор]]. Найсильніша, усміхнена, кучерява. Олімпійська чемпіонка Пекіна Наталія Добринська вдома варить борщ, любить співати українські пісні і читає дідові книжки // [[Україна молода]]. — 2008. — 23 серпня. Архів оригіналу за 11 листопада 2014. Процитовано 5 листопада 2014.